# 広島県庁舎
広島県庁舎（ひろしまけんちょうしゃ）は、広島県広島市中区基町にある広域自治体たる広島県の役所（県庁）の本庁舎。

## 概要
広島県庁舎は本庁舎と地方機関庁舎からなるが、本庁舎は本館、南館、議事堂、北館、東館、税務庁舎、農林庁舎、自治会館（自治会館会議棟）の8つの建物で構成される。このうち本館、南館、議事堂、税務庁舎、自治会館会議棟は1955年度（昭和30年度）の建築であり、その後、1966年度（昭和41年度）に農林庁舎、1970年度（昭和45年度）に北館、1984年度（昭和59年度）に東館が完成した。
本庁舎のうち特に本館、南館、議事堂（本館等）は、広島の戦災復興を象徴するモダニズム建築として、1998年（平成10年）に旧建設省により公共建築百選に選定された。しかし、耐震性などに問題があったことから、2014年（平成26年）12月に「広島県公共施設等マネジメント方策」が策定された。この方針に基づき広島県庁舎本館等耐震化事業が実施され、2021年度（令和3年度）に全建賞（一般枠）建築部門を受賞した。

## 諸元

### 本庁舎
以下、平成26年度末時点財産台帳での庁舎の諸元である。
- 敷地面積 - 47,186.43m2
- 建築面積 - 13,548.66m2
- 延床面積 - 88,525.99m2

以下、本館等の設計・施工業者である。
- 設計 - 日建設計工務（現日建設計）[4]
- 施工 - 大成建設[4]
- その他の施工業者[5][リンク切れ]。
  - 電気 - 強・弱電:近畿電気工事（現きんでん）、電話:沖電気工業、自家発:ダイハツ工業
  - 機械 - 暖房換気:三機工業、給排衛生:大成建設
  - 昇降機 - 三菱電機

### 各庁舎
- 本庁舎本館
  - 鉄筋コンクリート造（RC造）、6階建て[1]
  - 延床面積 - 19,208.87m2[1]
- 南館
  - 鉄筋コンクリート造（RC造）、3階建て[1]
  - 延床面積 - 7,095.99m2[1]
- 議事堂
  - 鉄筋コンクリート造（RC造）、3階建て[1]
  - 延床面積 - 5,389.89m2[1]
- 北館
  - 鉄骨鉄筋コンクリート造（SRC造）、6階建て[1]
  - 延床面積 - 11,162.77m2[1]
- 東館
  - 鉄骨鉄筋コンクリート造（SRC造）、20階建て[1]
  - 延床面積 - 30,629.83m2[1]
- 税務庁舎
  - 鉄筋コンクリート造（RC造）、3階建て[1]
  - 延床面積 - 4,810.57m2[1]
- 農林庁舎
  - 鉄筋コンクリート造（RC造）、6階建て[1]
  - 延床面積 - 6,329.01m2[1]
- 自治会館会議棟
  - 鉄筋コンクリート造（RC造）、3階建て[1]
  - 延床面積 - 1,273.26m2[1]

## 沿革
- 1871年（明治4年）7月14日 - 広島県発足。庁舎は広島城内に置かれる[4]。
- 1873年（明治6年） - 広島城内への鎮台設置に伴い、仮庁舎として国泰寺（小町）境内へ移転[4]。
- 1876年（明治9年）12月 - 火災による全焼に伴い、仮庁舎を仏護寺（寺町、現本願寺広島別院）へ移転[4]。
- 1878年（明治11年）4月15日 - 水主町に新築移転[4]。
- 1945年（昭和20年）
  - 8月6日 - 広島市への原子爆弾投下により本庁舎壊滅[4]。福山に出張していた広島県知事の高野源進が多聞院（比治山）に県防空本部を設立[4]。
  - 8月7日 - 下柳町の東警察署を仮庁舎とする[4]。
  - 8月20日 - 県庁を安芸郡府中町の東洋工業内に移転[4]。
- 1946年（昭和21年）
  - 2月 - 特殊物件処理委員会で県庁舎の旧陸軍兵器補給廠（霞町）への移転を決定[4]。
  - 7月15日 - 庁舎を東洋工業から旧陸軍兵器補給廠へ移転[4]。
- 1952年（昭和27年） - 広島商工会議所から県庁新庁舎建設について県議会へ請願書が出される[4]。
- 1954年（昭和29年）3月 - 基町の西練兵場跡地に新庁舎着工[4]。
- 1956年（昭和31年）
  - 2月29日 - 県庁庁舎完成[4]。
  - 4月19日 - 県庁庁舎の落成式を開催[4]。庁舎を基町に移転し、旧庁舎を国に返納（同庁舎は翌年9月から広島大学医学部の校舎として使用された）[4]。
- 1966年（昭和41年） - 7月 農林別館竣工[4]。
- 1970年（昭和45年） -  北館竣工[1]。
- 1984年（昭和59年） - 東館竣工[1]。
- 1998年（平成10年） - 公共建築百選選定[2]。

## 歴史

### 初期
廃藩置県により広島城が県庁として用いられることとなり、知藩事であった旧広島藩主浅野長勲は政府から東京行きが命じられた。この際、領民がそれを阻止しようと「武一騒動」が起こっている。
1871年（明治4年）7月14日広島県発足により庁舎は本丸に置かれていたが、同年10月12日に城の三ノ丸に移転した。これは同年12月鎮西鎮台第一分営（のちの広島鎮台）が設置されることとなったため移転を余儀なくされたためである。更に1873年（明治6年）広島鎮台へ改称となったことから広島城内の軍施設が拡大され県庁舎の場所に兵舎建設が決定したため、また移転することになった。
1873年（明治6年）3月20日、国泰寺（右地図の城の南側参照）に仮庁舎として移転した。しかし1876年（明治9年）12月失火により庁舎が全焼し、藩制時代から引き継いでいた諸帳簿も焼失した。同年12月25日やむなく仏護寺（右地図の城の西側の中洲頂点部付近）に仮庁舎を移転した。
この庁舎を転々としていた状況に、伊達宗興権令は県庁を尾道に移し広島県を「御調県」と改称する計画を提案した。これに前島密大蔵省官僚が県として手狭になることと無暗に移転することを嫌がり、強く否定したことにより実現しなかった。

### 明治の庁舎
1878年（明治11年）4月15日、本庁舎を広島藩中屋敷跡地に新築移転する。この地が選ばれた理由は、当時周囲に民家がなく火災の心配がなかったためである。ルネサンス様式の木造2階建で敷地面積約7,000坪、建坪576坪（付属物込）。入り口すぐ左側に階段があり、知事室は右写真における2階手前左端に設けられていた。
なお、同時に西隣に県立広島病院が建てられている。また、道を挟んで東隣には1905年（明治38年）日本銀行広島出張所が、南側に隣接する形で1910年（明治43年）10月県会議事堂が建てられている。
1895年（明治28年）2月1日、日清戦争終結に向けた大日本帝国と清との会談である第一次講和会議がここで行われている。ただ清側の書類不備により決裂、のち下関条約が結ばれた。
この庁舎はその後大正/昭和初期まで用いられていたが、1945年（昭和20年）8月6日、広島市への原子爆弾投下により庁舎は壊滅した。戦後ある時期まで観光用資源「原爆記念保存物」としてそのままの状況で保全され、1949年（昭和24年）10月当地に広島市中央卸売市場が開場、その後中央卸売市場の商工センター移設に伴い1991年（平成3年）1月アステールプラザが開場した。なお、当地には「広島県職員原爆犠牲者慰霊碑」が建っている。

### 原爆被災
1945年8月6日8時15分、被爆（爆心地から約900m）。庁舎周辺も含め壊滅した。
同日17時、戦災緊急避難先として指定されていた多聞院（右上地図の比治山公園の「比」の字の左側付近）に石原虎好警察部長により臨時「県防空本部」が設けられ、同日18時半には服部直彰中国地方総監府副総監が、同時刻頃福山市への出張によりたまたま難を逃れていた高野源進知事が到着、内務省への報告、救護班の出動命令が出されるなど、被爆直後の臨時の県庁として機能した。
翌8月7日朝、臨時県庁として東警察署（現広島銀行銀山町支店）に移転、救済活動や食糧放出などの対策が進められた。なお当地は現在広島銀行銀山町支店となっている。
8月20日、東洋工業（現マツダ）社長松田重次郎より土地を提供され、府中町の東洋工業講堂（3階建）に移転、全機関がこの敷地内で業務遂行を再開した。

### 霞の仮庁舎
戦後、当時中国地方行政事務局長を兼務していた楠瀬常猪知事は建物自体の被害が軽減であったことに加え最寄りの駅として宇品線上大河駅がある旧陸軍兵器補給廠を県庁舎として利用することを思いつき、1946年（昭和21年）2月国から賃貸の形で認可、同年6月移転、同年7月15日本格的に運用を開始した。
県庁舎として用いたのは旧兵器倉庫を中心とした8棟で、県の関係機関の他に国の出先機関も居を構えた、敷地内の利用状況は以下のとおり。
- 1 - 8号館 - 県庁舎
  - 1:建築部/商工部/土木部（営繕課）
  - 2:土木部/陸運事務所
  - 3:中国管区警察局/広島県警察本部
  - 4:教育委員会事務局
  - 5:県議会事務局/衛生部
  - 6:総務部/（会計・用度課）/広島銀行
  - 7:民生部/労働部
  - 8:経済部/農地部
- 9号館 - 県税事務所
- 10号館 - 建設省中国四国建設局
- 11号館 - 大蔵省広島国税局
- 12号館 - 消防学校/県警察学校
- 13号館 - 大蔵省中国財務局
- 14号館 - 県警察学校武道場
- 15号館 - 県印刷所/職業補導所
- 16号館 - 補導所/修理工場/自動車車庫

1949年（昭和24年）敷地内5号館と6号館の間に木造2階建の県議会議事堂を新築している。
基町に新庁舎が竣工される1956年（昭和31年）まで利用された。翌1957年（昭和32年）9月、同地は広島大学霞キャンパス/医学部・附属病院となった。なおその時点で国の出先機関も居を構えていたが、上八丁堀の合同庁舎建設に伴い1960年（昭和35年）に移転している。
現在、当時の縁のものは旧11号館の資材を再利用して外観復元された「医学資料館」のみである。

### 基町庁舎
この地はもともと旧陸軍「西練兵場」として用いられた場所で、戦後は「市民グランド」として一般開放されていた他、どさくさに紛れ農耕地や商店が開かれていた。。県では早い段階から新しい県庁舎予定地として目をつけ、1947年（昭和22年）4月国から土地借用した。一方、1952年（昭和27年）広島商工会議所から建設嘆願書が出され、1953年（昭和28年）2月定例議会に建設促進発議書が提出され、同年5月県庁舎建設調査会設置、同年7月全体委員会で了承された。同年11月広島市から認可され正式に県庁予定地となった。予定財源は県費2億円、起債6億円、寄付金1億7千万円。寄付金は各市町村役場や財界、県職員から集め、当初予定より多い2億3千万円にまで達した。
1954年（昭和29年）3月26日着工、1956年（昭和31年）2月29日竣工。特徴として、太田川下流域の広島デルタ内に位置する当地は軟弱地盤対策を施す必要があったが杭基礎を用いず浮函工法（舟形構造）を採用したことと、主要事務室を南向きに並列配置し風通しや日照を重視した点である。なお、110万時間連続無事故という、当時の建築業界記録も達成している。
落成式は同年4月19日に県庁講堂で行われた。

### 新庁舎問題
1990年代に入ると老朽化が目立つ状況になり、古い施設のためIT化対応が遅れてしまった。1995年、兵庫県南部地震発生をうけて耐震強度を計算したところ、震度6強の地震で倒壊の危険性があると評価された。
これを受けて県庁整備検討懇話会を設立、新庁舎に対して協議を行い、建築のための基金の積立と具体化にむけての検討組織の設置を藤田雄山知事に要望した。この中で四ヶ所の建替え候補地が話し合われることになる｡
1. 現在地での建て替え
2. 広島大学東千田キャンパス跡地 - 現在地の売却見込みがあれば有力（現在地を400億円前後で売却できれば、購入価格の約200億円を差し引いても約200億円の黒字）。しかし、被爆建物である広島大学旧理学部1号館の存続問題など留意すべき問題もあった。その後、市主導でマンション・公園・広大系研究施設として分割での再開発が決定している。
3. 広島駅北口 - 大半が国有地でJR関連施設（広島鉄道病院など）移転の必要が多いため、断念。
4. 東広島貨物駅貨物ヤード移転跡地 - MAZDA Zoom-Zoom スタジアム広島建設決定のため断念。

1999年、事業費を600億円と見込み、10年間で300億円を積み立てを行う計画を立案する。2002年2月、県議会定例会にて藤田知事が「現在、一番有力なのは広島大学跡地である。ただし、2005年までに現在地売却と跡地活用のメドが立つことが前提。」と表明する。その後2004年に財政難から積立金を止め、建て替え論議も止まってしまった。
2011年、現庁舎の耐震工事が決定し新庁舎構想は事実上白紙化した。
2023年より、基町・八丁堀エリアの回遊性を高めることなどを目的に、県庁敷地内の一部をNTT都市開発を中心とする民間企業に貸付け、テラスを有する木造平屋の商業施設、および芝生広場を建設する工事が開始した。2025年春開業予定。

## 交通
- アストラムライン県庁前駅から徒歩1分。
- 広島電鉄紙屋町停留場から徒歩5分。
- 「県庁前」バス停から徒歩5分以内。

## 参考資料
- “藩から県へ―広島県の誕生―” (PDF).   広島県立文書館 (2009年). 2013年9月17日閲覧。
- “広島県庁舎の戦災復興” (PDF).   広島県立文書館 (2012年). 2013年9月17日閲覧。
- 広島市『広島原爆戦災誌』（PDF）（改良版）、2005年（原著1971年）。オリジナルの2013年12月3日時点におけるアーカイブ。2013年9月17日閲覧。